# Stella all'elio estrema
Una stella all'elio estrema è una stella supergigante di piccola massa, quasi priva di idrogeno, l'elemento chimico maggiormente diffuso nell'Universo. Simili astri non possono essersi formati, come la maggior parte delle stelle, da nubi molecolari; si è quindi ipotizzato che essi siano il prodotto della fusione di due nane bianche, una all'elio, l'altra al carbonio-ossigeno. Le stelle all'elio estreme formano un sottogruppo della più grande categoria delle stelle povere di idrogeno, che include anche le variabili R Coronae Borealis, le stelle Wolf-Rayet povere di idrogeno, le stelle AM CVn, le nane bianche di classe spettrale WC e le stelle di classe spettrale di tipo O o di tipo B ricche di elio.
La prima stella all'elio estrema, HD 124448, fu scoperta nel 1942 da Daniel M. Popper presso il McDonald Observatory a Austin, USA. Questa stella non presenta le linee dell'idrogeno nel proprio spettro, ma marcate linee dell'elio, nonché la presenza di carbonio e ossigeno.
La seconda, PV Telescopii, fu scoperta nel 1952. Nel 1996 la lista dei possibili candidati contava 25 stelle, ma essa fu ristretta a 21 nel 2006. Una caratteristica comune alle stelle della lista è che il rapporto tra il carbonio e l'elio varia dallo 0,3 all'1%. La presenza degli altri elementi invece varia di molto da stella a stella.
Le stelle all'elio estreme conosciute sono supergiganti in cui l'idrogeno è almeno 10.000 volte meno abbondante del normale e la cui temperatura superficiale può variare da 9.000 a 35.000 K. Sono composte soprattutto da elio, mentre il secondo elemento in ordine di abbondanza è il carbonio. La loro composizione chimica implica che hanno fuso sia l'idrogeno che l'elio a un certo punto della loro evoluzione.
Sono stati ipotizzate due possibili spiegazioni della formazione delle stelle all'elio estreme.
1. Secondo un primo modello, le stelle all'elio estreme trovano la loro origine in sistemi binari composti da una nana bianca all'elio e da una nana bianca al carbonio-ossigeno. L'emissione di onde gravitazionali comporta l'accorciamento progressivo della distanza fra le due componenti che alla fine si fondono fra loro. Se la loro massa combinata non supera il limite di Chandrasekhar, l'elio si disporrà intorno a un nucleo di carbonio e ossigeno e comincerà a fondere creando così la supergigante[3].
2. Secondo un modello alternativo le stelle all'elio estremo sono uno stadio evolutivo molto avanzato di una stella dopo che essa ha abbandonato il ramo asintotico delle giganti. Prima che la stella diventi una nana bianca, l'elio nella shell intorno al nucleo comincia a fondere, facendo espandere gli strati superiori. Se l'idrogeno in tali strati si consuma completamente, la stella si contrae nuovamente e forma una stella all'elio estrema[3].

L'esame della composizione chimica di sette stelle all'elio estreme ha portato a ritenere che il primo modello sia quello che rende meglio conto dei dati.